# Обжарка кофе

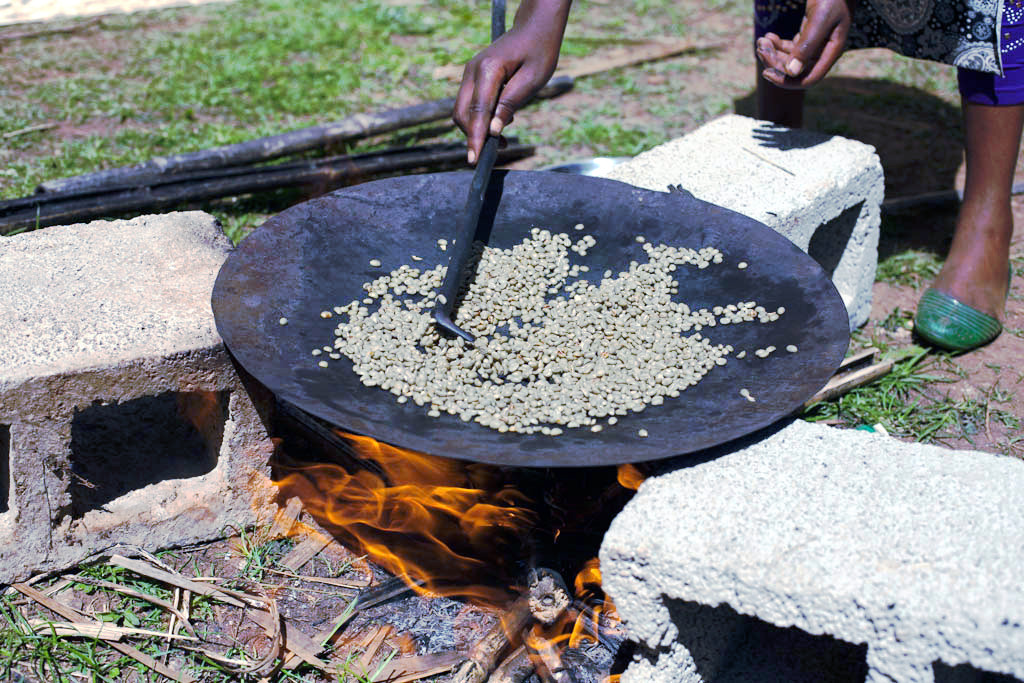
Традиционный способ обжаривания

Обжарка кофе — термическая обработка зёрен кофе с целью придания получаемому из них напитку определённых вкусовых свойств.

## История
До начала 20 века кофе чаще жарили дома, чем покупали предварительно обжаренный. После Первой мировой войны (1914—1918) стала распространённой промышленная обжарка.

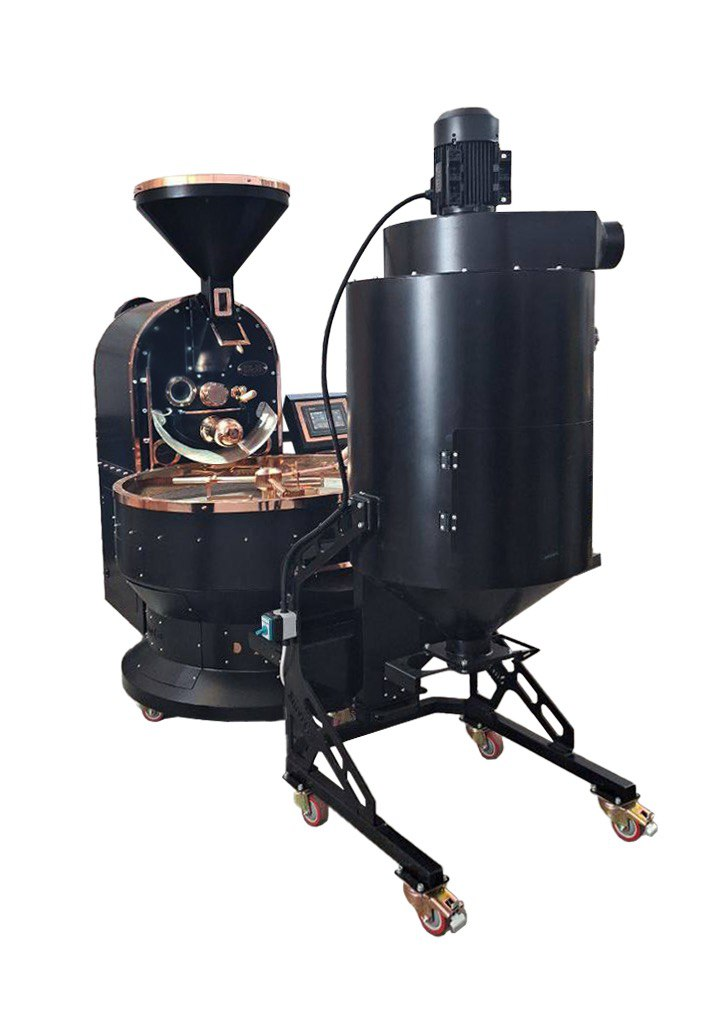

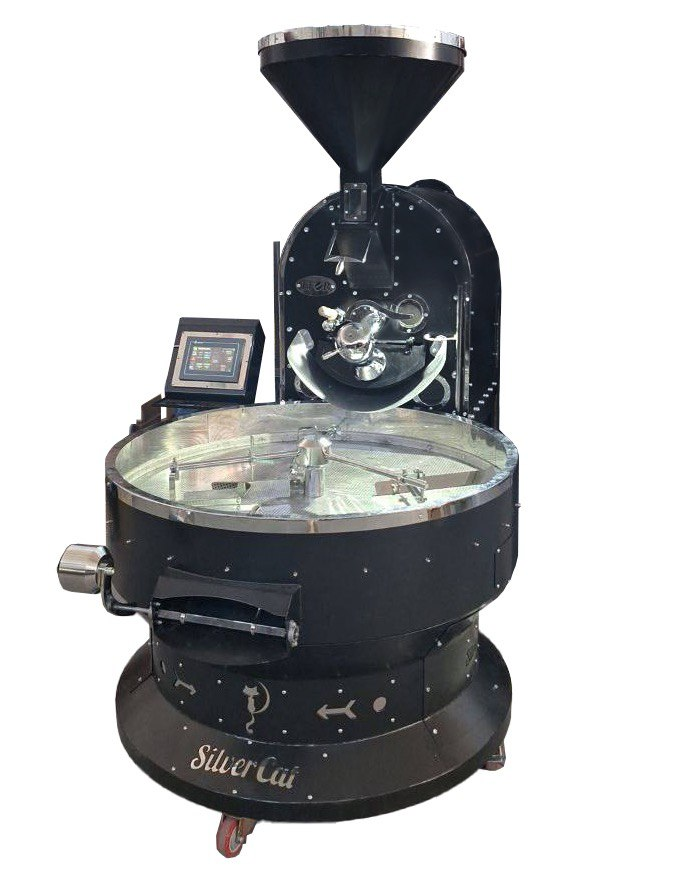

## Домашняя обжарка
В домашних условиях кофе обжаривают на сковороде, на противне в духовке, или в аэрогриле. Также существуют бытовые кофеобжарочные машины.
Обжарка происходит при температуре 230—260 °C, а время обжарки составляет 12—15 минут. Зёрна требуют постоянного помешивания для их равномерного обжаривания. После достижения желаемой степени обжарки зёрна необходимо быстро охладить, так как в них будет продолжаться процесс обжаривания за счёт накопленного тепла.

## Степени обжарки
Степень обжарки зёрен очень сильно влияет на вкус получаемого напитка. Существует несколько степеней обжарки, которые упрощённо можно разделить на четыре основных: светлую, среднюю, тёмную и высшую. Выбор степени обжарки зависит от качества сырья, сорта кофе или состава кофейной смеси, способа приготовления напитка и вкусовых предпочтений потребителя.
| Степень | Вариант 1           | Иллюстрации                    | Вариант 2         |
| —       | Сырые зёрна         | Сырые зёрна · Высушенные зёрна | Высушенные зёрна  |
| Светлая | 1. Коричная         | Коричная · Новоанглийская      | 2. Новоанглийская |
| Средняя | 3. Американская     | Американская · Городская       | 4. Городская      |
| Тёмная  | 5. Полная городская | Полная городская · Венская     | 6. Венская        |
| Высшая  | 7. Французская      | Французская · Итальянская      | 8. Итальянская    |

## Изменение свойств зёрен

### Физические показатели
Масса одного зерна уменьшается с 1,5 до 1,2 г (−20 %) (испарение влаги). Влажность (количество воды) падает с 13 до 5 % (−62 %). Объём одного зерна увеличивается с 0,23 до 0,34 мл (+48 %) (раздувание углекислым газом). Плотность уменьшается с 700 до 560 г/л (−20 %). Прочность уменьшается с 94 до 35 N (−63 %).

### Органолептические показатели
Цвет зёрен меняется со светло-зелёного (или жёлтого) до различных оттенков коричневого, вплоть до чёрного — за счёт карамелизации сахаров и окисления целлюлозы. Цвет, вкус, аромат кофе проявляются в ходе реакции Майяра, когда в результате взаимодействия аминокислот с сахаром образуется множество ароматических соединений.
Изменение вкусовых характеристик напитка при постепенном переходе от светлой обжарки к тёмной:
- Увеличивается насыщенность и аромат напитка.
- Кислинка уменьшается, горчинка увеличивается.
- Уменьшается многообразие оттенков вкуса, ослабевают вкусовые особенности сортового кофе.

## Дефекты обжаренных зёрен
К дефектам обжаренных зёрен могут приводить два фактора: качество сырья и качество обжарки с последующим охлаждением.
Недостатки сырья: высокая порозность (наличие пустот в стенках зерна) в сочетании с высокой влажностью зерна, низкая плотность, низкая или высокая влажность, длительное хранение, незрелость.
Недостатки обжарки: превышение стартовой температуры, недостаточная стадия сушки, недостаточная или избыточная скорость нарастания температуры, превышение температуры, недостаточное перемешивание, недостаточное охлаждение.
Виды дефектов: подгорание части (частей) или целого зерна, обгорание бороздки (потемнение или обугливание серебристой оболочки, видимой в бороздке), трещины на краях бороздки, кратер, раковина, порозность, недожаренные зёрна (квакеры).
Акриламид, фуран и производные фурфурола, которые, как считается, оказывают негативное влияние на здоровье, образуются во время обжарки кофе.

## Хранение обжаренного кофе
Сроки хранения обжаренного кофе:
| Вид упаковки | Срок хранения, месяцев | Срок хранения, месяцев |
| --- | ---------------------- | ---------------------- |
| Вид упаковки | В зёрнах               | Молотого               |
| Мешки бумажные четырёхслойные, мешки и пакеты из полиэтиленовой плёнки, пакеты из мешочной бумаги с внутренним пакетом из пергамента или подпергамента, банки комбинированные                      | 6                      | 6                      |
| Пакеты из бумаги с полимерным покрытием | 9                      | 8                      |
| Пачки из картона с внутренним полимерным покрытием из термосвариваемых материалов | 10                     | 9                      |
| Пакеты из термосвариваемых плёночных материалов | 12                     | 10                     |
| Пакеты из комбинированных термосвариваемых материалов на основе алюминиевой фольги или металлизированной плёнки, в том числе с дегазационным клапаном, банки металлические, стеклянные, полимерные | 18                     | 12                     |
| Вакуумная упаковка | 18                     | 18                     |

## Обжарка кофейных зёрен и полифенолы
Содержание полифенолов в продуктах имеет большое влияние на антиоксидантные и другие полезные свойства напитка. Стандартный процесс обжарки кофе изменяет его химический состав. Исследования выявили небольшую разницу в общем содержании фенолов между зелёным кофе и кофе легкой обжарки. С другой стороны, тёмная обжарка кофе привела к уменьшению количества этих соединений более, чем в два раза, что доказывает, что содержание фенольных соединений уменьшается с увеличением степени обжарки. Антиоксидантная активность также снижается в процессе обжарки.
Самые низкие уровни кофеина, хлорогеновых и кофейных кислот наблюдались в кофе темной обжарки. Экстракты зеленого кофе и кофе светлой обжарки в раковых клетках PC-3 обладали более высокой антиоксидантной активностью.
Сообщается, что органические кофейные зерна имеют более высокое содержание фенолов, фенольных кислот и флавоноидов, чем обычные кофейные зерна. 
Способ обжарки кофе, используемый для капсул, показал самые низкие значения антиоксидантной способности и общего содержания фенолов.